# Kapucijnenklooster (Izegem)

Het Kapucijnenklooster was een voormalig klooster en kloosterkerk van de orde van Minderbroeders Kapucijnen in de West-Vlaamse plaats Izegem, gelegen aan de Roeselaarsestraat.

## Geschiedenis
Klooster en kerk werden gebouwd van 1899-1901. Toen in 1907 de Heilig-Hartparochie werd opgericht met een kerkgebouw in de nabijheid, deed de kloosterkerk, gewijd aan Sint-Antonius van Padua, dienst als hulpkerk.
De kloostergebouwen werden door de Duitsers ingericht als veldziekenhuis en de kerk werd door hen als feest- en concertzaal gebruikt. In 1918 werd de kerk, tijdens het bevrijdingsoffensief, zwaar beschadigd en in 1919 hersteld.
Gedurende de jaren '80 van de 20e eeuw werden de kloostergebouwen ingericht als verpleeghuis voor bejaarden, 't Pandje genaamd. Ook kwam er een vormings- en bezinningscentrum (De Harp).
In 2012 werd een deel van de kloostergebouwen gesloopt. Ook in 2019 werd een deel van deze gebouwen gesloopt. De kloostertuinen werden tot stadspark ingericht. In 2014 werd de kloosterkerk onttrokken aan de eredienst, nadat de laatste drie paters vertrokken waren. In 2015 werd voor de kerk een sloopvergunning aangevraagd. De sloop liet echter op zich wachten door de aanwezigheid van een gasleiding.  In 2020 Werd ook beraadslaagd over een herbestemming van de kerk, in 2022 werd deze afgebroken (op kapittelzaal na).

## Gebouw
De kloostergebouwen waren in een sobere neogotische stijl. Ook de dwars op de straat gelegen kerk is neogotisch. Het is een basilicale kruiskerk met een klein achthoekig klokkentorentje op het dak.

## Orgel
Het orgel is van orgelbouwer Kerckhoff.

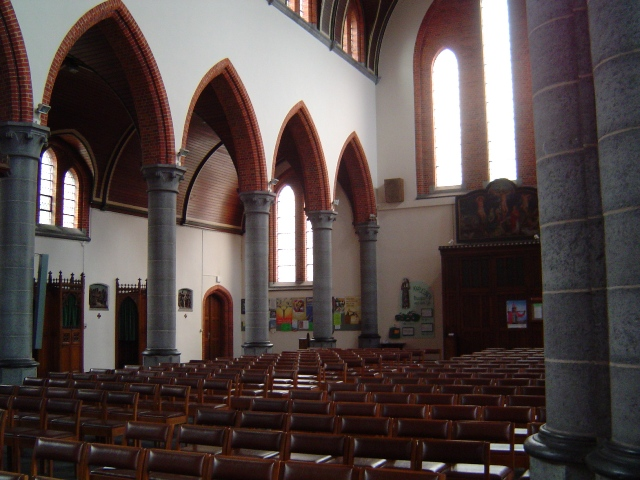
Interieur kloosterkerk
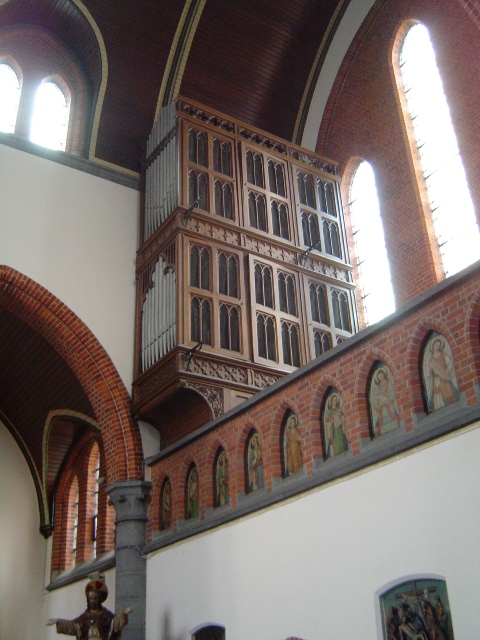
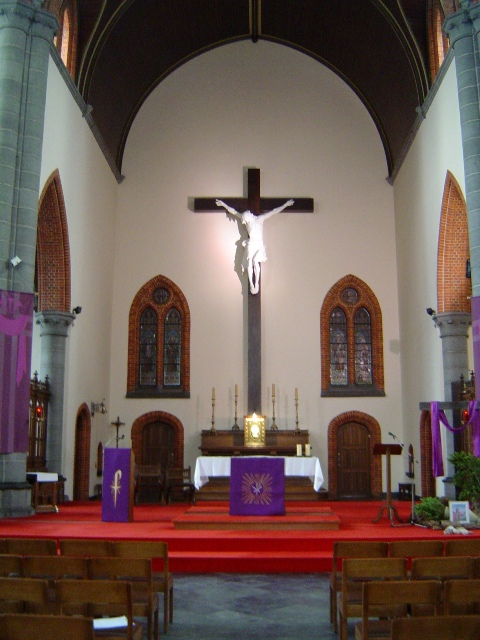